# Monsieur Verdoux
Monsieur Verdoux es una película de comedia negra de 1947 dirigida y protagonizada por Charles Chaplin, que interpreta a un bígamo asesino de mujeres inspirado en el asesino en serie Henri Désiré Landru. El elenco de apoyo incluye a Martha Raye, William Frawley, Marilyn Nash e Isobel Elsom.

## Argumento
Henri Verdoux (Chaplin) había sido cajero de un banco durante treinta años antes de ser despedido. Para mantener a su esposa e hijo, él se vuelca al "negocio" de casarse y asesinar a viudas ricas. La familia Couvais comienza a sospechar cuando Thelma Couvais saca todo su dinero y desaparece, sólo dos semanas después de casarse con un hombre llamado «Varnay», a quien sólo conocen a través de una fotografía que después se quema por error. Mientras Verdoux se prepara para vender la residencia de la asesinada Thelma, la viuda Marie Grosnay (Elsom) visita la residencia. Verdoux la ve como otra oportunidad de hacer un «negocio» y trata de encantarla, pero ella se niega. En las semanas siguientes, Verdoux hace que una florista envíe repetidamente flores a Grosnay. En necesidad de dinero para invertir, Verdoux, como M. Floray, visita a la viuda Lydia Floray (Hoffman), a quien se queja de que su trabajo de ingeniería lo ha mantenido lejos por mucho tiempo. Esa noche, Verdoux la asesina por su dinero.
Verdoux desarrolla un veneno que no puede ser detectado por la autopsia para usar como un mejor medio para matar. Conoce a «La Chica» (Nash) en una noche de lluvia en la calle, la toma, y le da un vino conteniendo el veneno, buscando probar la efectividad del veneno. Ella le agradece por su bondad y hace comentarios sobre el amor, su marido muerto (que sirvió en la guerra), y cómo ella todavía cree en el amor. Verdoux cambia de opinión cuando ella está a punto de sorber el vino, y la hace marcharse. Ella se aleja inconsciente de sus intenciones, aunque más tarde al ser visitado por el inspector Morrow —un detective que investiga las desapariciones y que lleva mucho tiempo siguiendo a Verdoux—, prueba la efectividad del veneno cuando Morrow lo toma disuelto en el vino, el mismo que iba a tomar La Chica.
Verdoux hace varios intentos de asesinar a Annabella Bonheur, incluyendo por estrangulación mientras navega, y por el vino envenenado, pero logra escapar sin saberlo, poniendo a Verdoux mismo en peligro o cerca de la muerte. Grosnay eventualmente cede a los continuos envíos de flores de Verdoux y lo invita a su residencia. Verdoux la convence de casarse con él, y los amigos de Grosnay celebran una gran boda pública ante la desaprobación de Verdoux. Inesperadamente, Bonheur se presenta a la boda, sin saber que es su "marido" —que ante ella se hacía pasar por el capitán Louis Bonheur— quien va a casarse. Presa del pánico, Verdoux finge un calambre para evitar ser visto y, eventualmente, deserta de la boda. Con la cancelación de la boda publicada en los periódicos, la policía, con ayuda de los Couvais, empiezan a estrecharle el cerco a Verdoux.
Antes del inicio de la Segunda Guerra Mundial, los mercados europeos se derrumban y Verdoux pierde sus activos. La Chica, ahora bien vestida y elegante, vuelve a encontrar a Verdoux en la calle. Ella lo invita a una cena elegante en un restaurante de clase alta como un gesto de gratitud por sus acciones anteriores. La muchacha se ha casado con un hombre bien situado para estar económicamente acomodada. Verdoux revela que ha perdido a su familia. En el restaurante, los miembros de la familia Couvais reconocen a Verdoux e intentan seguirlo pero este les encierra ingeniosamente en un despacho. Verdoux es capaz de despedirse de La Chica antes de dejarse capturar por los investigadores.
Verdoux es expuesto, enjuiciado —con La Chica entre el público— y condenado por asesinato. Antes de ser conducido a la guillotina, rechaza el asesinato de unos pocos, por lo que ha sido condenado, como no peor que el asesinato de muchos en la guerra, por el que otros son honrados.

## Reparto
- Charles Chaplin	 ...	Henri Verdoux - Alias Varnay - Alias Bonheur - Alias Floray
- Mady Correll	 ...	Su esposa Mona
- Allison Roddan	 ...	Su hijo Peter
- Robert Lewis	 ...	Su amigo Maurice Bottello
- Audrey Betz	 ...	Su esposa Martha
- Martha Raye	 ...	Annabella Bonheur
- Ada May	 ...	Su mucama Annette
- Isobel Elsom	 ...	Marie Grosnay
- Marjorie Bennett	 ...	Mucama
- Helene Heigh	 ...	Yvonne, la amiga de Marie
- Margaret Hoffman	 ...	Lydia Floray
- Marilyn Nash	 ...	La Chica
- Irving Bacon	 ...	Pierre Couvais
- Edwin Mills	 ...	Jean Couvais
- Virginia Brissac	 ...	Carlotta Couvais
- Almira Sessions	 ...	Lena Couvais
- Eula Morgan	 ...	Phoebe Couvais
- Bernard Nedell	 ...	Prefecto de policía
- Charles Evans	 ...	Detective Morrow
- William Frawley	 ...	Jean La Salle
- Arthur Hohl	 ...	Agente inmobiliario
- Barbara Slater	 ...	Florista
- Fritz Leiber  ...	Padre Fareaux
- Vera Marshe	 ...	Sra.. Vicki Darwin
- John Harmon	 ...	Joe Darwin
- Christine Ell	 ...	Louise, la mucama
- Lois Conklin	 ...	Florista
- Richard Abbott	 ...	Abogado defensor
- Warren Ashe	 ...	Huésped en la fiesta
- Gertrude Astor 	 ...	Huésped en la fiesta
- Ralph Brooks	 ...	Cliente en el Café
- Wheaton Chambers 	 ...	Farmacéutico
- Paul Newlan	 ...	Huésped en la fiesta
- Barry Norton	 ...	Huésped en la fiesta
- Albert Petit	 ...	Testigo
- Wilbur Mack	 ...	Huésped en la fiesta

## Producción
Existen dos versiones sobre de dónde provino la idea para la película; una de Chaplin y la otra de Orson Welles.
Según Welles, la idea inicial para la película vino cuando Welles, desarrollando una película propia, fue inspirado a contratar a Chaplin como un personaje basado en Landrú; pero Chaplin retrocedió en el último minuto, no queriendo actuar para otro director. Según Welles, Chaplin compró el guion de Welles y reescribió varias secciones importantes, incluyendo el final y lo que Welles dijo era «la secuencia más divertida de Verdoux»; la única escena específica a la que Welles concedió crédito es la de apertura. También reconoció que Chaplin afirma no tener memoria de recibir un guion de Welles, y que cree que Chaplin estaba diciendo la verdad cuando decía esto. Welles creía que una versión dirigida por él habría sido mejor, ya que consideraba a Chaplin un «genio» como actor, pero meramente competente como director; sin embargo, Welles necesitaba urgentemente el dinero, y así cedió todos los derechos del guion.
Según Chaplin, Welles llegó a casa de Chaplin «explicándole que pensaba hacer una serie de documentales, uno sobre el famoso asesino francés Henri Desiré Landrú», que pensó sería un maravilloso papel dramático para Chaplin. Chaplin estaba interesado, ya que dijo que sería un cambio de la comedia y la escritura de películas, pero una vez que Welles explicó que aún no había escrito el guion y quería que Chaplin lo ayudara a escribirlo, Chaplin retrocedió. Tiempo después se le ocurrió la idea de que Landrú sería una comedia maravillosa. Chaplin llamó a Welles diciendo: «Su documental sobre Landrú me ha dado una idea para una comedia, no tiene nada que ver con Landrú, pero para aclararlo todo estoy dispuesto a pagarle cinco mil dólares, sólo porque su propuesta me hizo pensarlo». Tras negociaciones, Welles aceptó en los términos de que él podría tener crédito de pantalla, para leer: «Idea sugerida por Orson Welles». Chaplin afirmó que si hubiera sabido lo que Welles eventualmente intentaría hacer de la idea, habría insistido en ningún crédito de pantalla en absoluto.

## Recepción
Este fue el primer largometraje en el que el personaje de Chaplin no se parecía a su famoso personaje de Charlot (El gran dictador no presenta a Charlot, pero su «barbero judío» es muy similar), y por consiguiente fue mal recibida en los Estados Unidos cuando primero se estrenó. Sin embargo, tuvo más éxito en Europa. Peary consideró además que la película y sus oscuros temas eran inadecuados para el clima político y cultural estadounidense de la época (menos de dos años después de que terminara la Segunda Guerra Mundial). Además, la propia popularidad de Chaplin y su imagen pública habían sido irrevocablemente dañadas por múltiples escándalos y controversias políticas antes de su estreno.
Chaplin fue sometido a un tratamiento desusadamente hostil por parte de la prensa mientras promocionaba el estreno de la película, y no tardaron en producirse algunos boicots. En una conferencia de prensa promocional, Chaplin hizo su discurso, luego invitó a preguntas de la prensa con las palabras «Procedan con la carnicería».
La película fue popular en Francia, donde tenía admisiones de 2 605 679.
La película fue nominada para el Óscar al mejor guion original de 1947.